# Plecopterodes dissidens
Plecopterodes dissidens är en fjärilsart som beskrevs av M.Gaede 1914. Plecopterodes dissidens ingår i släktet Plecopterodes och familjen nattflyn. Inga underarter finns listade i Catalogue of Life.